# Draconarius episomos
Draconarius episomos là một loài nhện trong họ Amaurobiidae.
Loài này thuộc chi Draconarius. Draconarius episomos được Jia-Fu Wang miêu tả năm 2003.